# Fikile Ntshangase
Fikile Ntshangase (zm. 22 października 2020) – południowoafrykańska aktywistka na rzecz środowiska.
Była rzeczniczką organizacji Mfolozi Community Environmental Justice Organisation (MCEJO), która protestuje oraz podejmuje kroki prawne przeciwko planowanej rozbudowie kopalni odkrywkowej węgla kamiennego w okolicach Somkhele w Republice Południowej Afryki. Kopalnia ta położona jest w pobliżu parku Hluhluwe-Imfolozi – najstarszego rezerwatu przyrody w Afryce.
Ntshangase została zastrzelona 22 października 2020 przez czterech uzbrojonych mężczyzn, którzy wtargnęli do jej domu. Zginęła w wieku 65 lat.

## Działalność
Ntshangase była czołową aktywistką w organizacji Mfolozi Community Environmental Justice Organisation (MCEJO). Organizacja ta protestuje przeciwko rozbudowie jednej z największych w kraju kopalni odkrywkowej węgla kamiennego, położonej w prowincji Kwa-Zulu Nata. Rozbudowa ta według członków MCEJO zaszkodzi położonemu w pobliżu najstarszemu rezerwatowi przyrody w Afryce – parkowi Hluhluwe-Imfolozi. MCEJO postuluje i domaga się sądownie wstrzymania prac rozbudowy z powodu łamania przez właściciela kopalni, firmę Tendele Coal, przepisów dotyczących ochrony środowiska. Złożyło także wniosek o cofnięcie Tendele Coal uprawnień do wydobywania węgla na tym terenie. Firma odpiera zarzuty twierdząc, że postępuje zgodnie z przepisami prawa, ponadto brak możliwości ekspansji spowoduje utratę 1600 miejsc pracy, gdyż na obecnych terenach kopalni surowiec jest bliski wyczerpaniu.
Według aktywistów i prawników reprezentujących lokalne społeczności, w miesiącach poprzedzających śmierć Ntshangase mieszkańcy tych okolic byli regularnie zastraszani i padali ofiarami przemocy. Pojawiały się również doniesienia o zabijaniu rodzin, które sprzeciwiały się relokacji z terenów objętych planami rozbudowy kopalni. Samej aktywistce kilkukrotnie grożono śmiercią.
Ntshangase odmawiała podpisania ugody, która wiązałaby się z wycofaniem złożonych w sądzie zarzutów przeciwko Tendele Coal. Na kilka dni przed śmiercią zapowiedziała, że zamierza złożyć zeznania w sprawie prób przekupienia jej w zamian za podpisanie tejże ugody.

## Reakcje po zabójstwie
Tendele Coal wydała oświadczenie, w którym potępiła akty przemocy i złożyła kondolencje rodzinie Ntshangase, odcinając się od zarzutów o związek z jej śmiercią. Dyrektor Tenderele Coal, Jan du Preez, zasugerował, że przyczynami zabójstwa mogły być niepokoje społeczne w związku z perspektywą utraty miejsc pracy.
Według Arnolda Tsunga, doradcy ds. strategii w Southern Africa Human Rights Defenders’ Network, pomimo iż brak dowodów na bezpośrednie powiązanie Tendele Coal ze sprawą zabójstwa, sposób działania firmy wystawia aktywistów na niebezpieczeństwo i zagrożenie życia.
Południowoafrykańska Komisja ds. Obrony Praw Człowieka (The South African Human Rights Commission – SAHRC) potępiła morderstwo Ntshangase wskazując, że nie dokonano w tej sprawie żadnych aresztowań. Wezwała też rząd do stworzenia bezpiecznego środowiska, w którym aktywiści mogliby dochodzić swoich praw, poprzez takie kroki, jak przeprowadzenie dokładnego śledztwa w sprawie śmierci Ntshangase, większe pilnowanie przestrzegania obecnych przepisów prawa dotyczących kopalni oraz podejmowanie działań w przypadkach zastraszania aktywistów.
Na przełomie lutego i marca 2021 Mary Lawlor, niezależna ekspertka ds. praw człowieka przedstawiła Radzie Praw Człowieka ONZ raport pt. Final warning: death threats and killings of human rights defenders. Raport ten zaczyna się od opisania historii Ntshangase, opisując następnie problematykę zagrożenia życia aktywistów i obrońców praw człowieka. Według raportu tego w 2019 w 35 krajach śmierć poniosło przynajmniej 281 aktywistów i aktywistek, w tym 38 kobiet.